# Соколене
Соколене (пол. Sokolenie) — село в Польщі, у гміні Броншевиці Серадзького повіту Лодзинського воєводства.
Населення — 134 особи (2011).
У 1975-1998 роках село належало до Серадзького воєводства.

## Демографія
Демографічна структура станом на 31 березня 2011 року:
|          | Загалом | Допрацездатний вік | Працездатний вік | Постпрацездатний вік |
| -------- | ------- | ------------------ | ---------------- | -------------------- |
| Чоловіки | 69      | 14                 | 47               | 8                    |
| Жінки    | 65      | 11                 | 32               | 22                   |
| Разом    | 134     | 25                 | 79               | 30                   |